# تيم دالتون
تيم دالتون (بالإنجليزية: Tim Dalton)‏ (14 أكتوبر 1965 - ) هو لاعب كرة قدم أيرلندي في مركز حراسة المرمى. لعب مع برادفورد سيتي وديري سيتي ونادي ترانمير روفرز لكرة القدم.

## وصلات خارجية
- تيم دالتون على موقع قاعدة بيانات كرة القدم.إي يو (الإنجليزية)